# デイヴィッド・プラット (牧師)
デイヴィッド・プラット (David Joseph Platt, 1978年7月11日 - ) は、アメリカ人の福音主義のバプテスト派の牧師である。2006年から2014年まで、アラバマ州バーミングハムのブルックヒルズの教会の主任牧師であった。 2014年から2017年までは、米国でメガチャーチを牧会する最も若い牧師と言われていた。プラットは南部バプテスト連盟の国際宣教局の局長でもあった。2017年にはマクリーン・バイブルチャーチの牧師兼教師(pastor-teacher)に就任した。 著書『ラディカル』は、ニューヨークタイムズのベストセラーリストにランクインした。他にも著書多数（『ラディカル』を除き全て未邦訳。著作の項を参照）。

## 幼少期および学歴
プラットはジョージア大学でジャーナリズムを学び、学士号(B.A.)を取得した。その後、ニューオーリンズ・バプテスト神学校にて牧会学修士号(M.Div)、神学修士号(Th.M)および博士号(PhD)を取得した。

## 牧会経歴
ニューオーリンズ・バプテスト神学校で Dean of Chapel および講解説教と護教論の助教を務めた。ニューオーリンズのウェッジウォーター・バプテスト教会で働いていたとき、ハリケーン・カトリーナにより、住居である牧師館が浸水する被害を受けた。
2006年に、アラバマ州バーミングハムのブルックヒルズにある教会の新任の主任牧師としてプラットは紹介を受けた。 27歳にして、彼は米国最年少でメガチャーチを牧会する牧師となった。
2014年、プラットは南部バプテスト連盟の国際宣教局の局長に選ばれた。南部バプテスト連盟の国際宣教局 とは、世界で最も多くの宣教師を派遣する機関の一つである。
2017年2月、プラットはバージニア州ヴィエンナのマクリーン・バイブルチャーチにて、暫定 teaching pastor として勤め始めた。この期間も国際宣教局局長の仕事は継続した。同年9月、プラットはマクリーン・バイブルチャーチの pastor-teacher として紹介を受けた。2018年2月、プラットは、国際宣教局局長を、後任を雇用することにより辞することを公表した。

## 著作
- Radical: Taking Back Your Faith From the American Dream (邦訳:『ラディカル』Durrano Japan, 2015. ISBN  9784931534544)
- Radical Together: Unleashing The People of God for the Purpose of God
- A Radical Idea: Unleashing the People of God for the Purpose of God
- The Radical Question: What Is Jesus Worth to You?
- Something Needs to Change: A Call to Make Your Life Count in a World of Urgent Need (2019)
- Gospel Threads
- Twelve Traits: Embracing God's Design for the Church
- God's Love Compels Us
- Counter Culture: Following Christ in an Anti-Christian Age
- Follow Me: A Call to Die. A Call to Live.
- Follow Him: A 35-Day Call to Live for Christ No Matter the Cost
- Multiply
- He Came
- To Us a Son is Given
- Mission Precision
- 1 John: Love Made Known Bible Study
- Christ-Centered Exposition series, Exalting Jesus in Galatians, Exalting Jesus in 1 & 2 Timothy and Titus, Exalting Jesus in Matthew, Exalting Jesus in James, Exalting Jesus in Psalms, Volume 2: 51-100
- Before you vote: Seven questions every Christian should ask"
- Don't Hold Back: Leaving Behind the American Gospel to Follow Jesus Fully

## 参照
1. ↑  Platt, David (2010), Radical: Taking Back Your Faith from the American Dream, Colorado Springs: Multnomah Books, ISBN 978-1-4487-9902-2 2012年12月8日閲覧。
2. ↑  “MBC Teaching Pastors”. McLean Bible Church (2017年2月12日). 2019年6月4日時点のオリジナルよりアーカイブ。2019年12月10日閲覧。
3. 1 2  Brooks, David (September 7, 2010), “The Gospel of Wealth”, The New York Times (New York):  25 2012年12月8日閲覧。
4. ↑   Meet Our Pastor, The Church at Brook Brook Hills,  オリジナルのAugust 19, 2014時点におけるアーカイブ。 2012年12月8日閲覧。
5. ↑  Garrison, Greg (2006年8月15日). “At 28, Pastor Has Five Degrees and a 4,300-Member Flock”. Christianity Today. Religion News Service 2012年12月8日閲覧。
6. ↑  Hansen. “Platt Commissioned by Brook Hills in Final Sunday as Senior Pastor”. The Gospel Coalition. 2023年6月1日閲覧。
7. ↑  “imbConnecting”. 2016年3月1日時点のオリジナルよりアーカイブ。2016年2月23日閲覧。
8. ↑  “Pastor David Platt succeeds Tom Elliff as IMB president”. Baptist Press. 2016年2月23日閲覧。
9. ↑  McGowan (2018年9月14日). “Platt to step down from IMB; Meador named interim president”. imb.org. 2023年6月1日閲覧。